# Чайна-Цзунь
Чайна-Цзунь (англ. China Zun, кит. 中国尊) — сверхвысокий небоскрёб, расположенный в городе Пекин, КНР. Высота башни составляет 528 метров, этажность — 108 этажей. Строительство началось в 2011 году, здание сдано в эксплуатацию в 2018 году. Это самое высокое здание в Пекине. Оно занимает 10 место в рейтинге самых высоких зданий в мире.
По утверждению застройщика, CITIC Group, название башни происходит от древнекитайского ритуального сосуда цзунь, форма которого легла в основу архитектурной концепции здания. Церемония закладки первого камня состоялась 19 сентября 2013 года, планируемый срок строительства — 62 месяца.

## Галерея

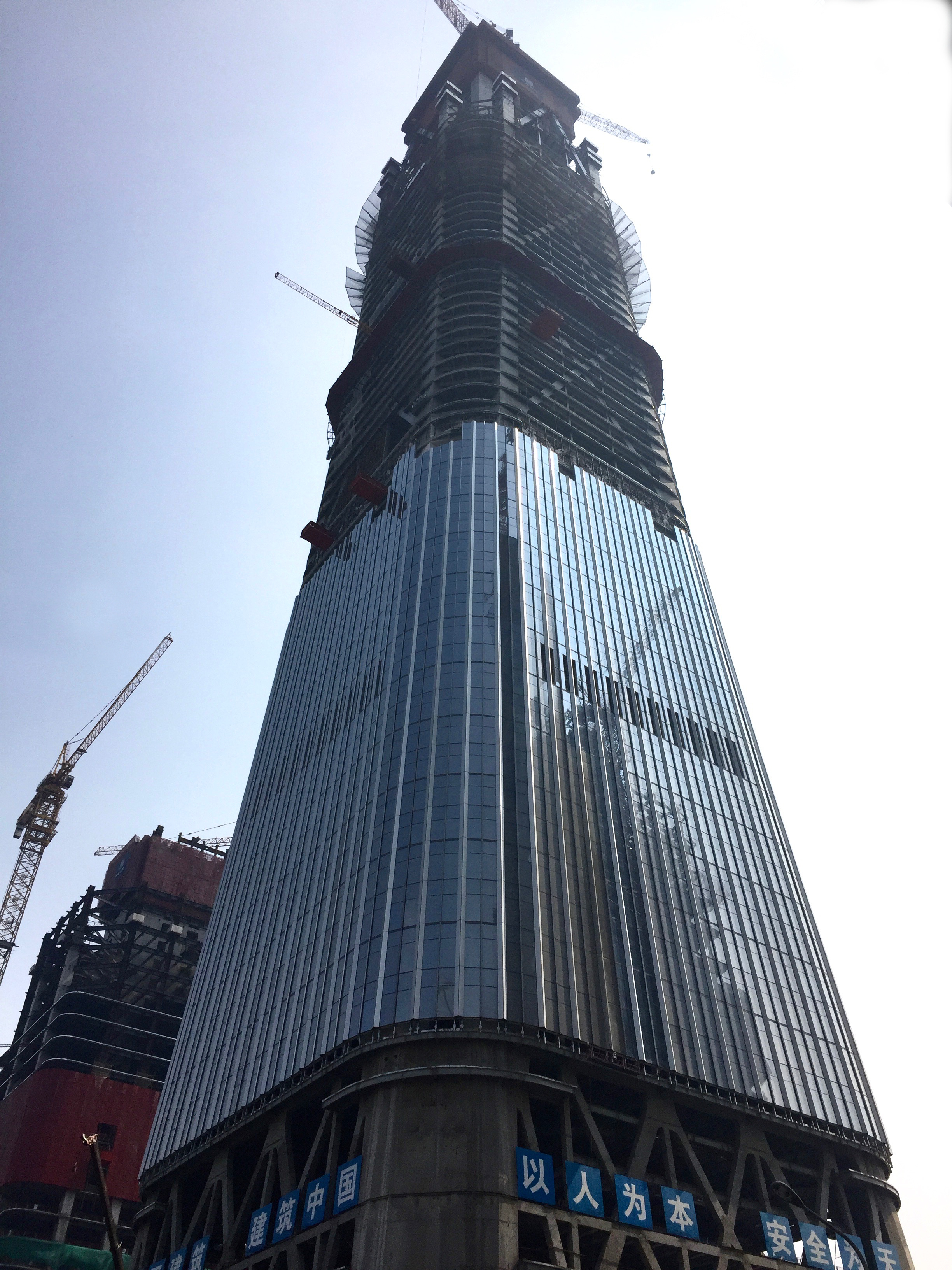
Строительство башни CITIC в 2016.
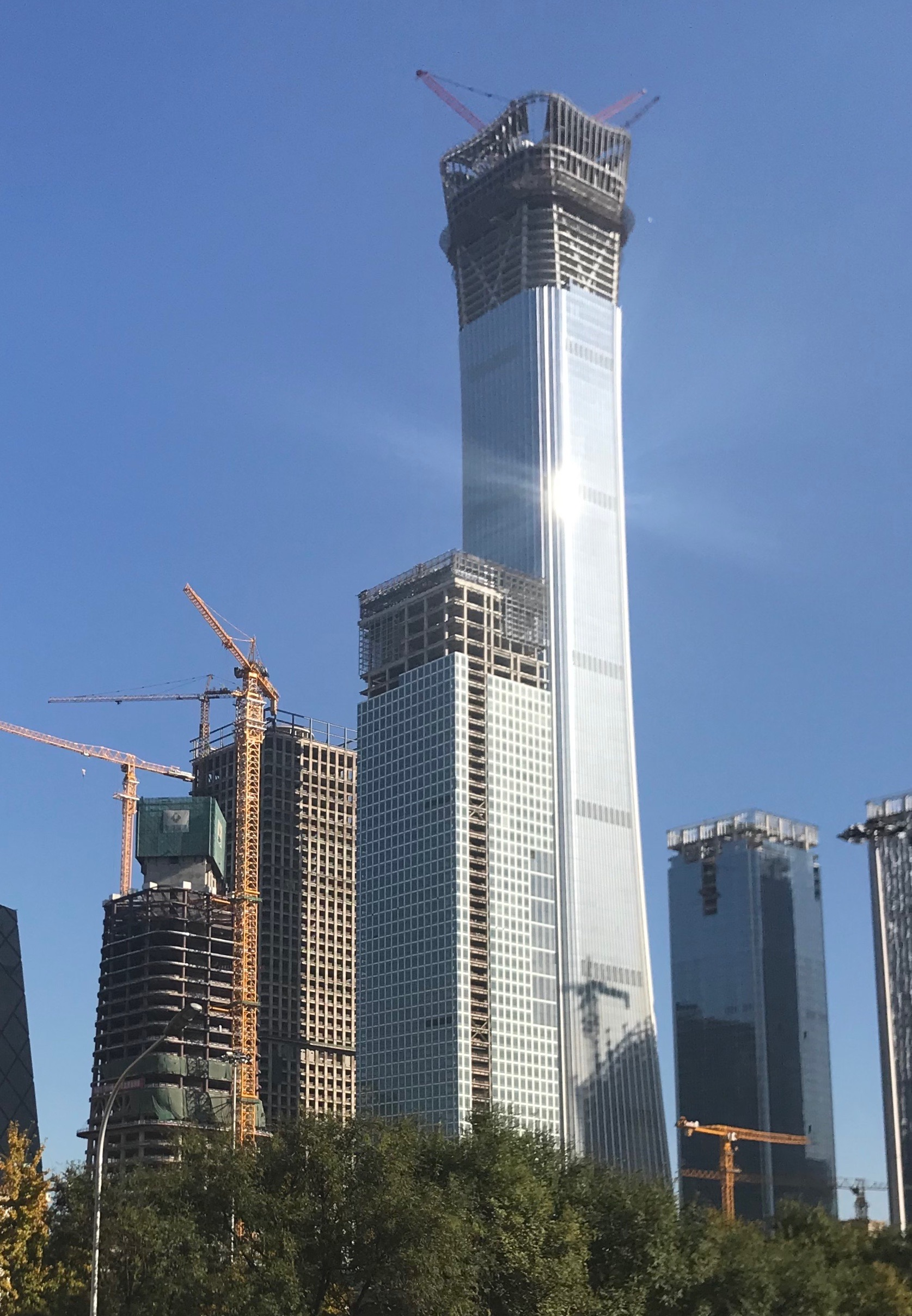
Строительство небоскрёба Чайна-Цзунь в ноябре 2017.
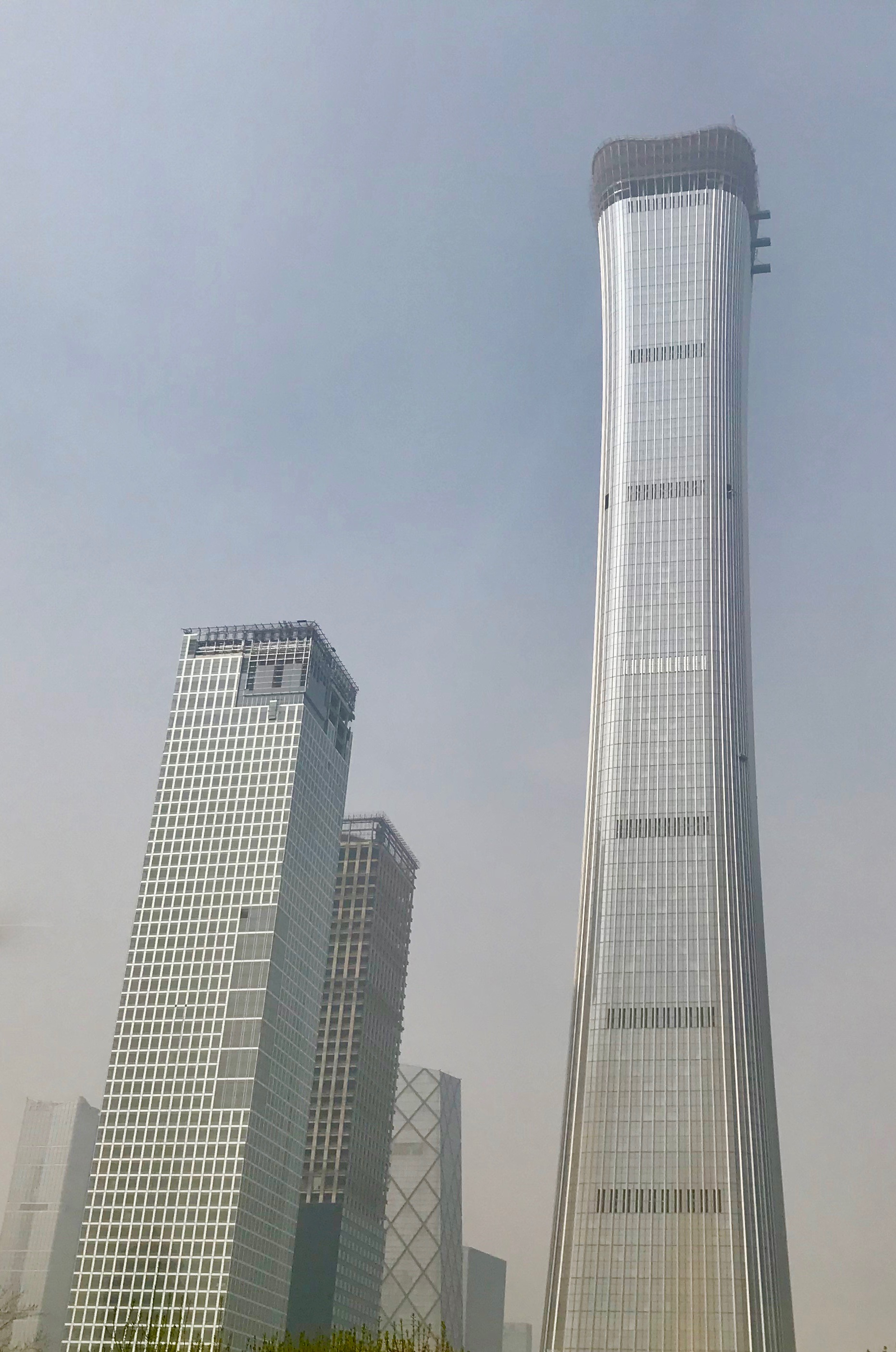
Небоскрёб Чайна-Цзунь (справа) строится в апреле 2018 года.